# Rodić Brdo
Rodić Brdo je naseljeno mjesto u općini Višegrad, Republika Srpska, BiH.

## Stanovništvo
Nacionalni sastav stanovništva 1991. godine, bio je sljedeći:
| Narod       | Broj stanovnika |
| ----------- | --------------- |
| Muslimani   | 116             |
| Srbi        | 13              |
| Ostali      | 2               |
| Jugoslaveni | 1               |
| Ukupno      | 132             |